# Vervelling
Vervelling of ecdysis is bij dieren met een huid die niet meegroeit of dieren met een uitwendig skelet een noodzakelijk proces om te kunnen groeien: het vel wordt op den duur voor het dier te klein.
Bij de geleedpotigen kruipt het dier uit de oude huid. Het heeft dan een poos een zacht rekbaar vel dat het zo veel mogelijk opblaast en uitrekt tot het hard wordt. Daarna is er ruimte voor nieuwe groei. In de periode net na de vervelling is het dier dus extra kwetsbaar. Het zal zich normaal gesproken verborgen houden en niet eten. Voorbeelden zijn spinnen, kreeftachtigen en insecten, die vervellen om te kunnen groeien. Ongewervelden hebben een bepaald vast aantal vervellingen, met stadia daartussen, en groeien daarna niet meer. De afgeworpen huid van geleedpotigen wordt ook wel exuvium genoemd.
Andere dieren blijven hun leven lang doorgroeien en vervellen. Dit geldt voor de gewervelde dieren: reptielen en amfibieën. Slangen kruipen in één keer uit hun oude huid, die meestal als één stuk achterblijft. Bij hagedissen laat de oude huid meer in flarden los. Bij krokodilachtigen en schildpadden worden de schubben een voor een afgeworpen.

## Mens
De term vervelling wordt ook wel bij mensen gebruikt, bijvoorbeeld na het verbranden van de huid door onbeschermde blootstelling aan de zon. Hierbij raakt de buitenste laag van de huid beschadigd. Deze laat vervolgens in zijn geheel los, zodat de huidschilfers vrijkomen. Vervelling kan ook optreden bij ziekten als wondroos en roodvonk, terwijl de huid aan het herstellen is.

## Afbeeldingen

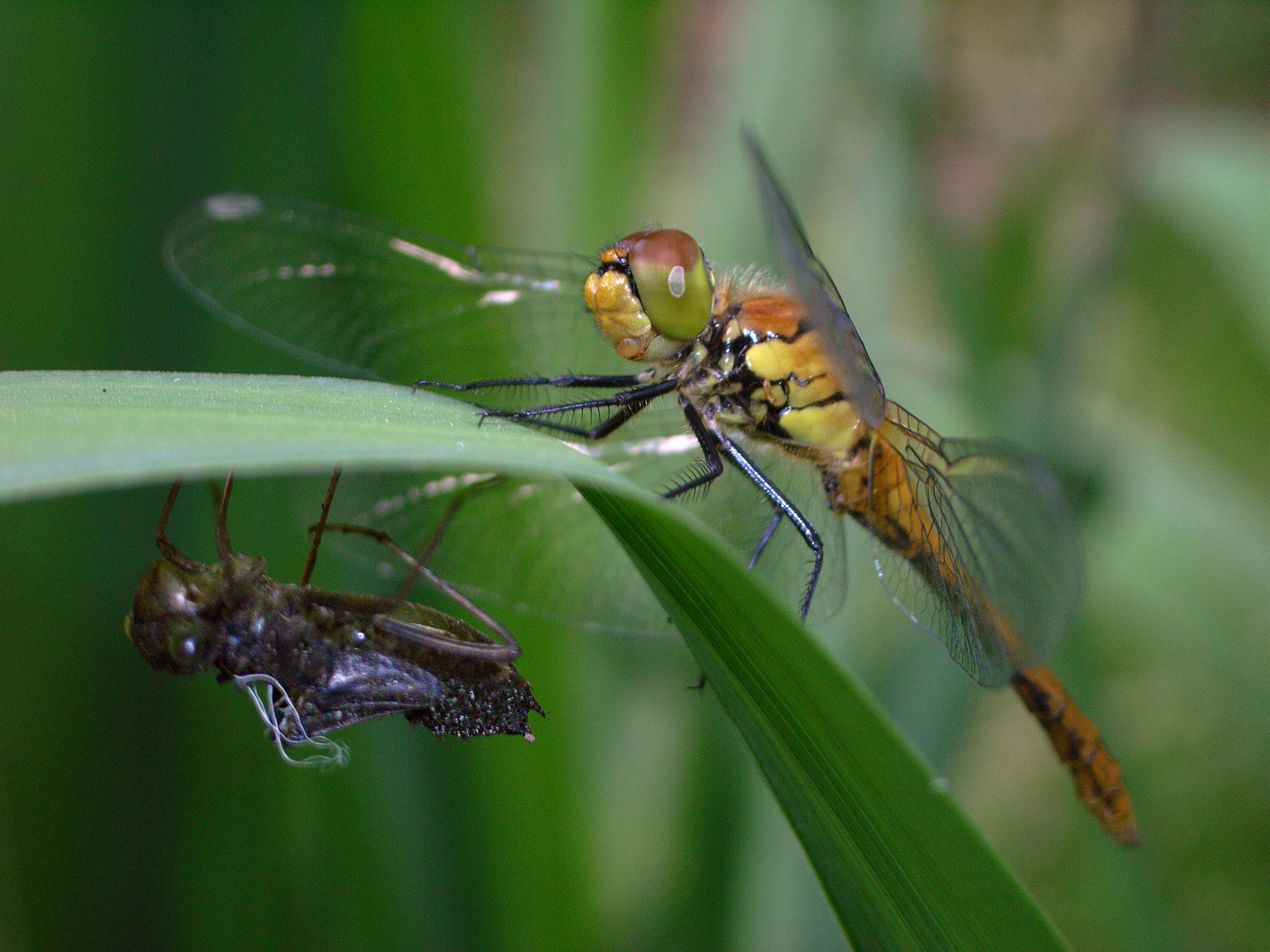
Een libel is zojuist uit zijn larvehuid of exuvium gekropen
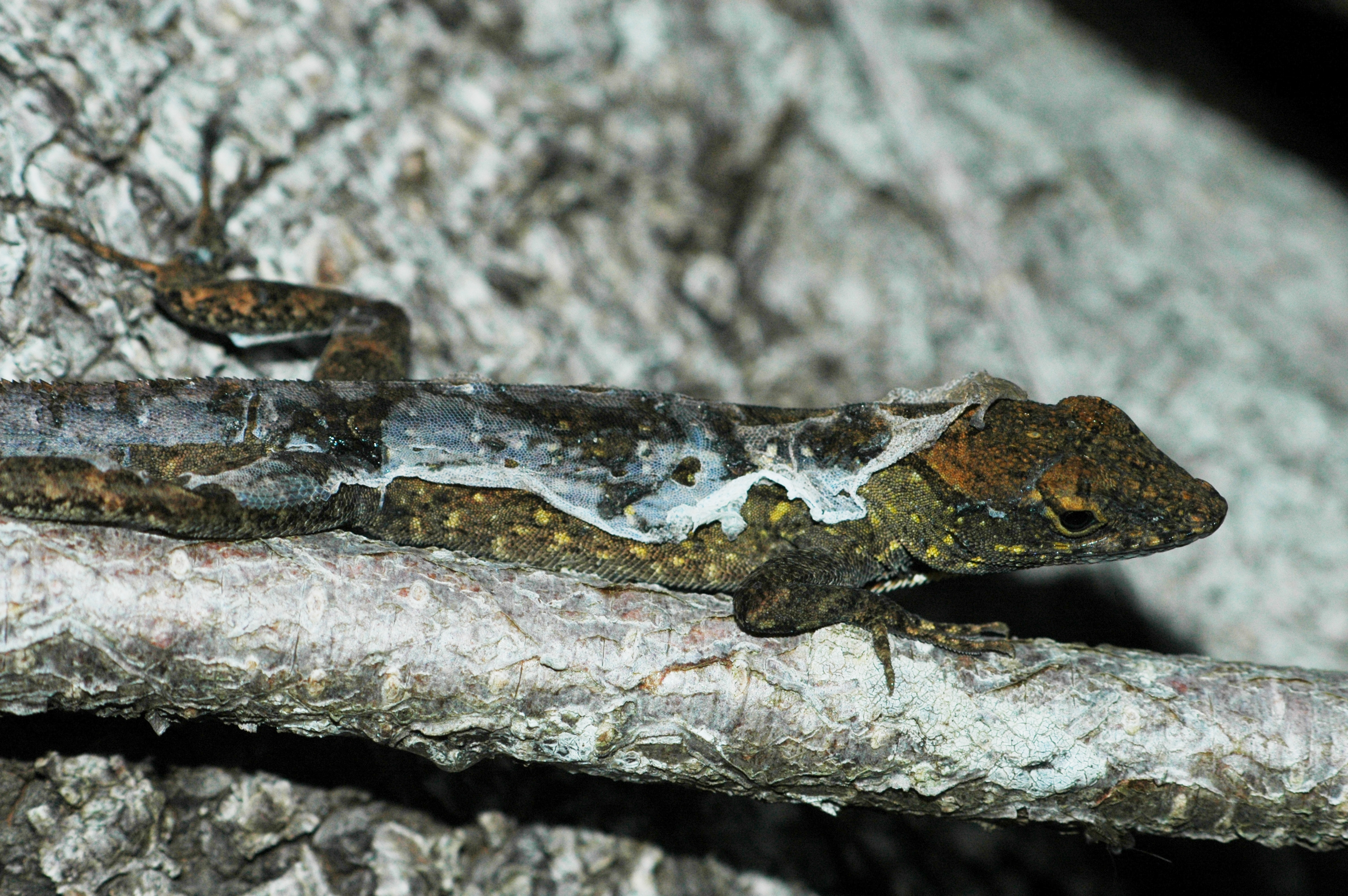
Een vervellende bruine anolis (Anolis sagrei)
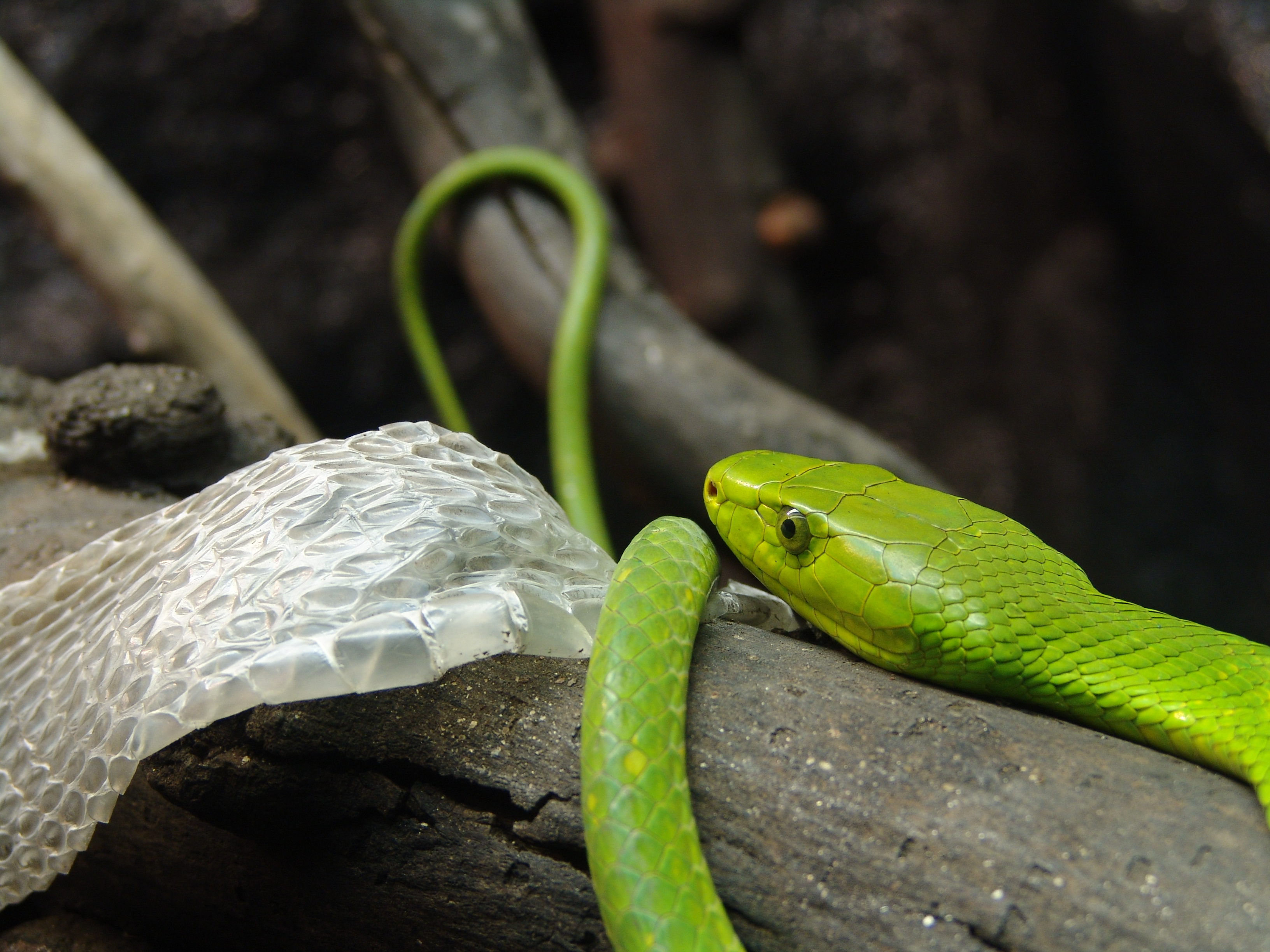
Groene mamba (Dendroaspis viridis)
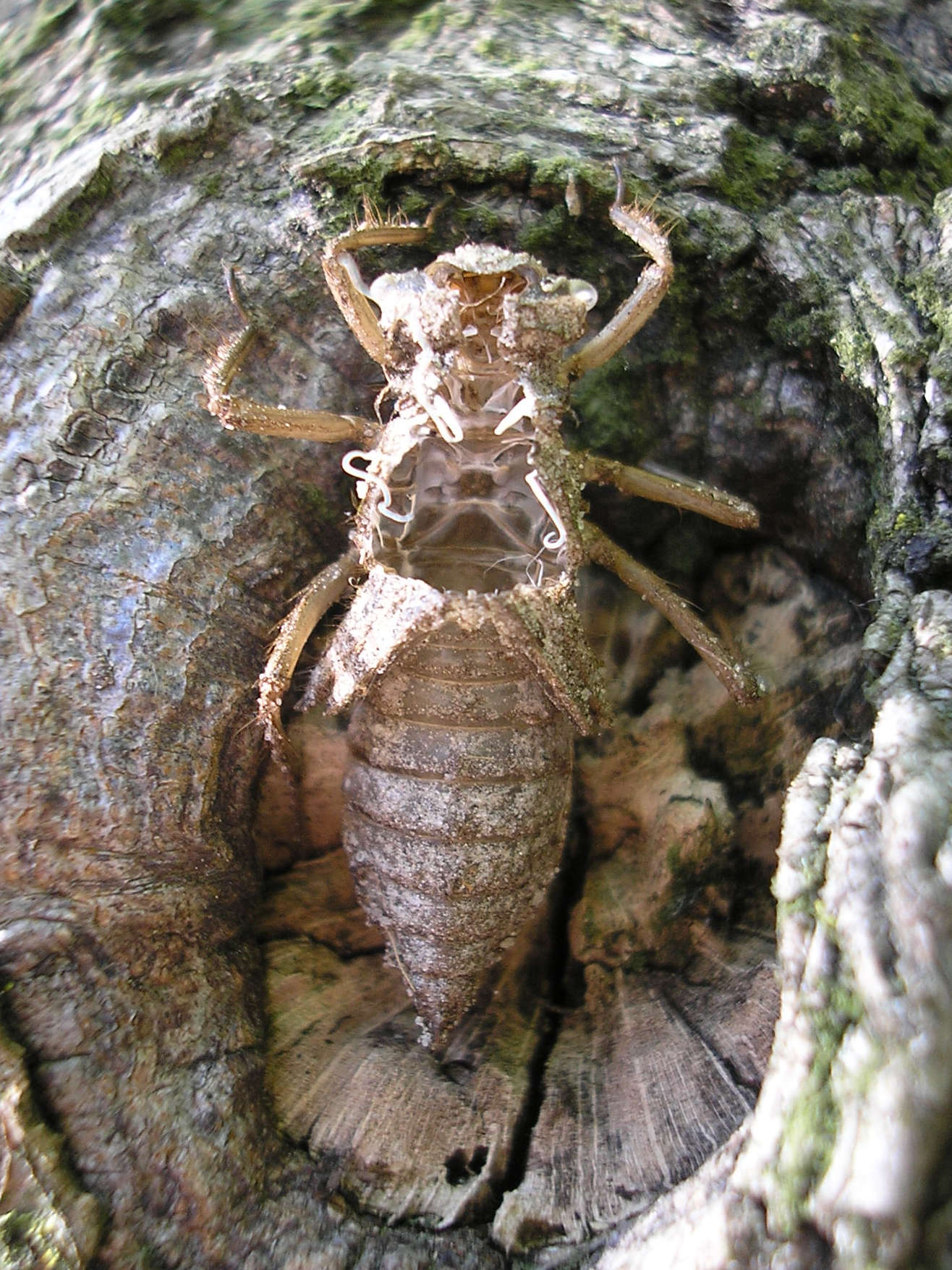
Afgeworpen huid van een libellelarve
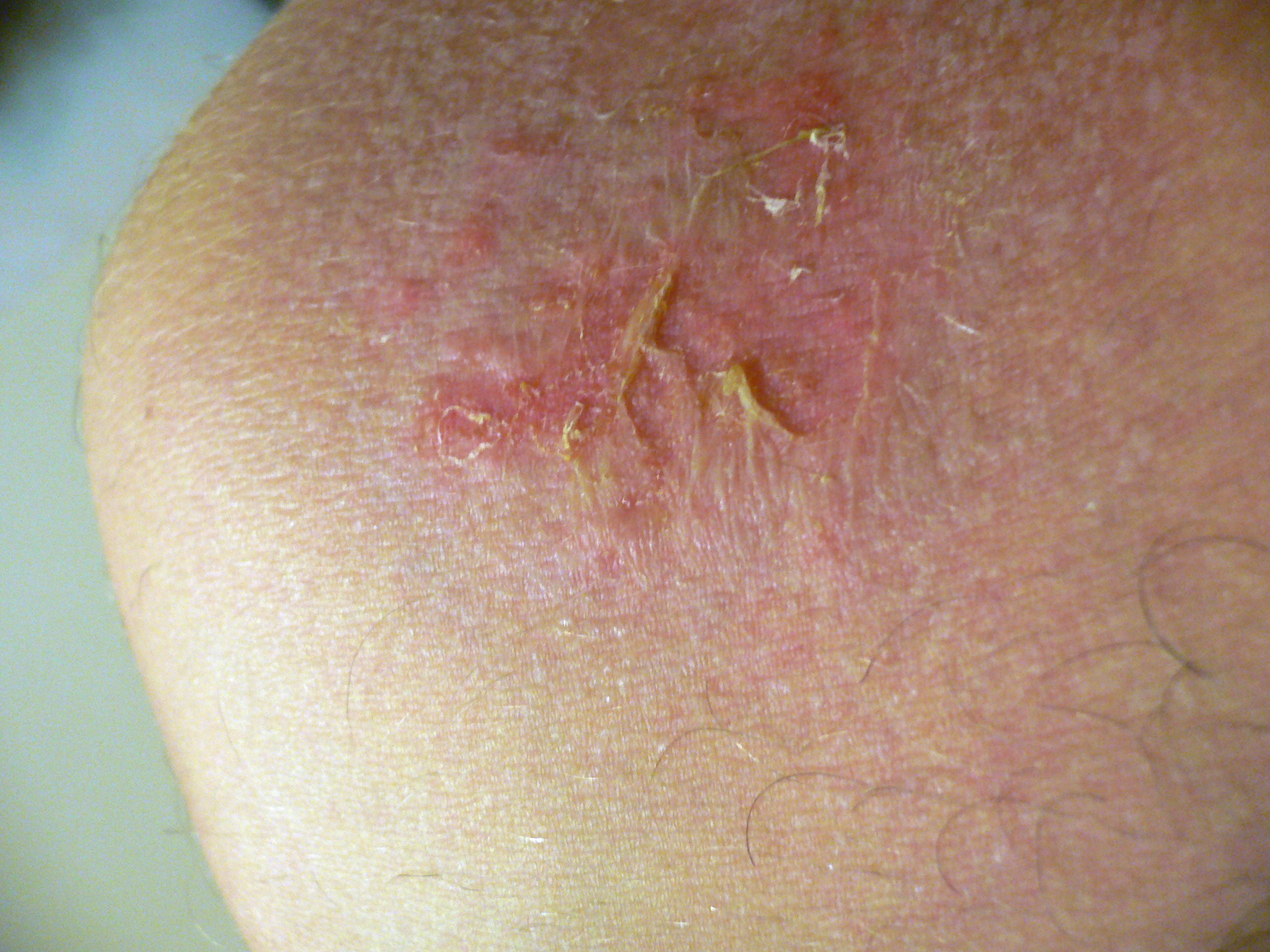
De mens vervelt vooral na beschadiging van de huid door UV-licht
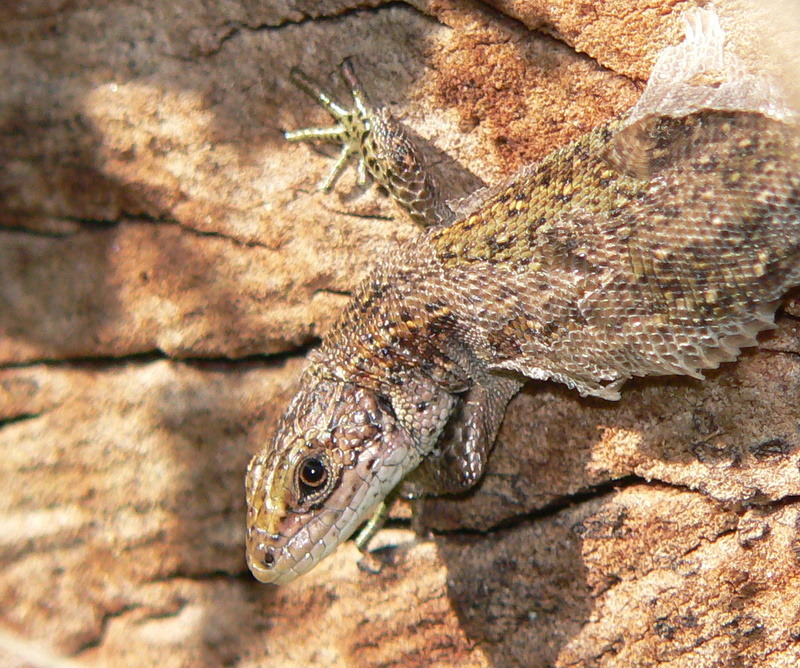
Vervellende levendbarende hagedis
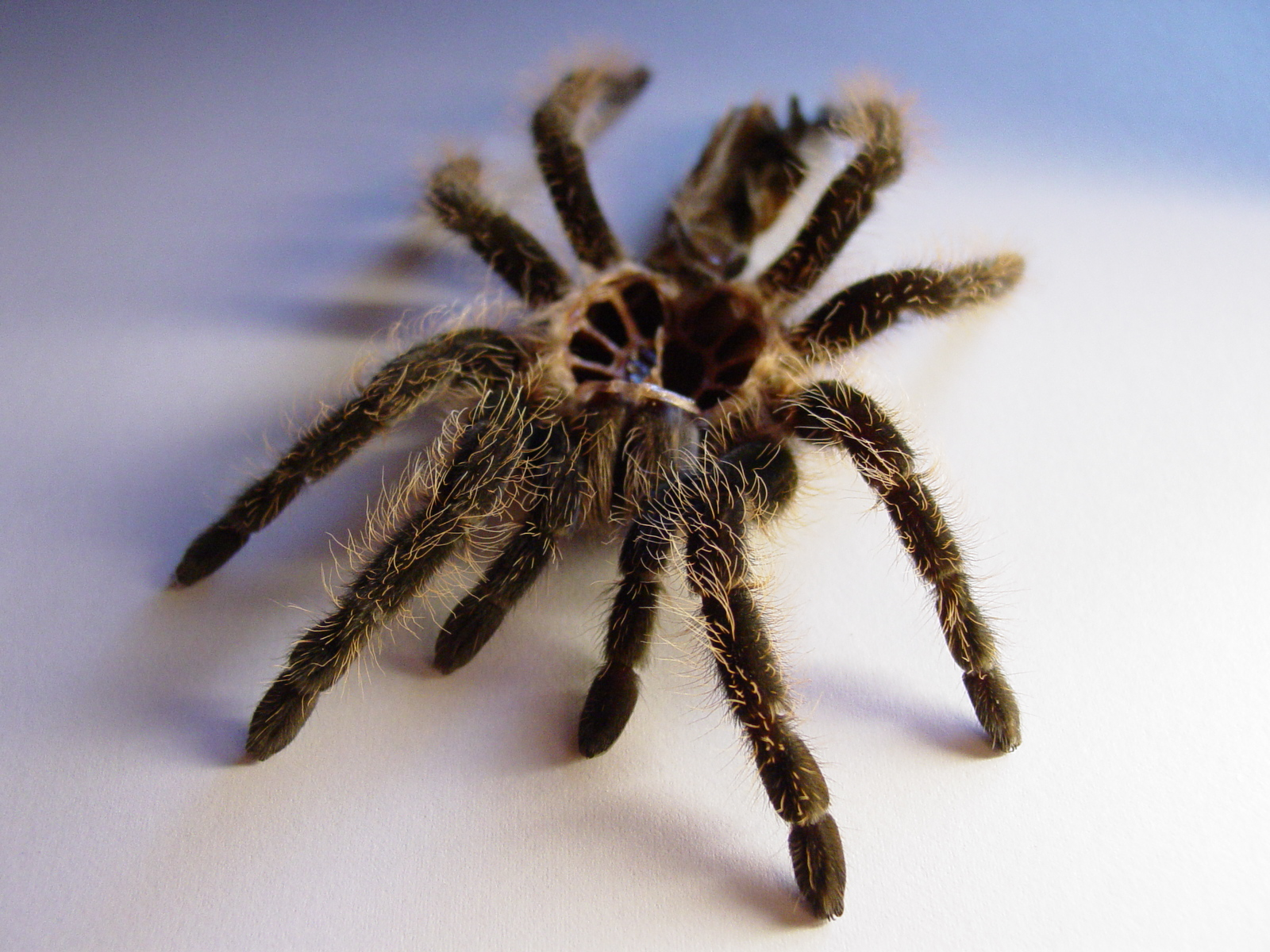
Afgeworpen huid van de krulhaarvogelspin
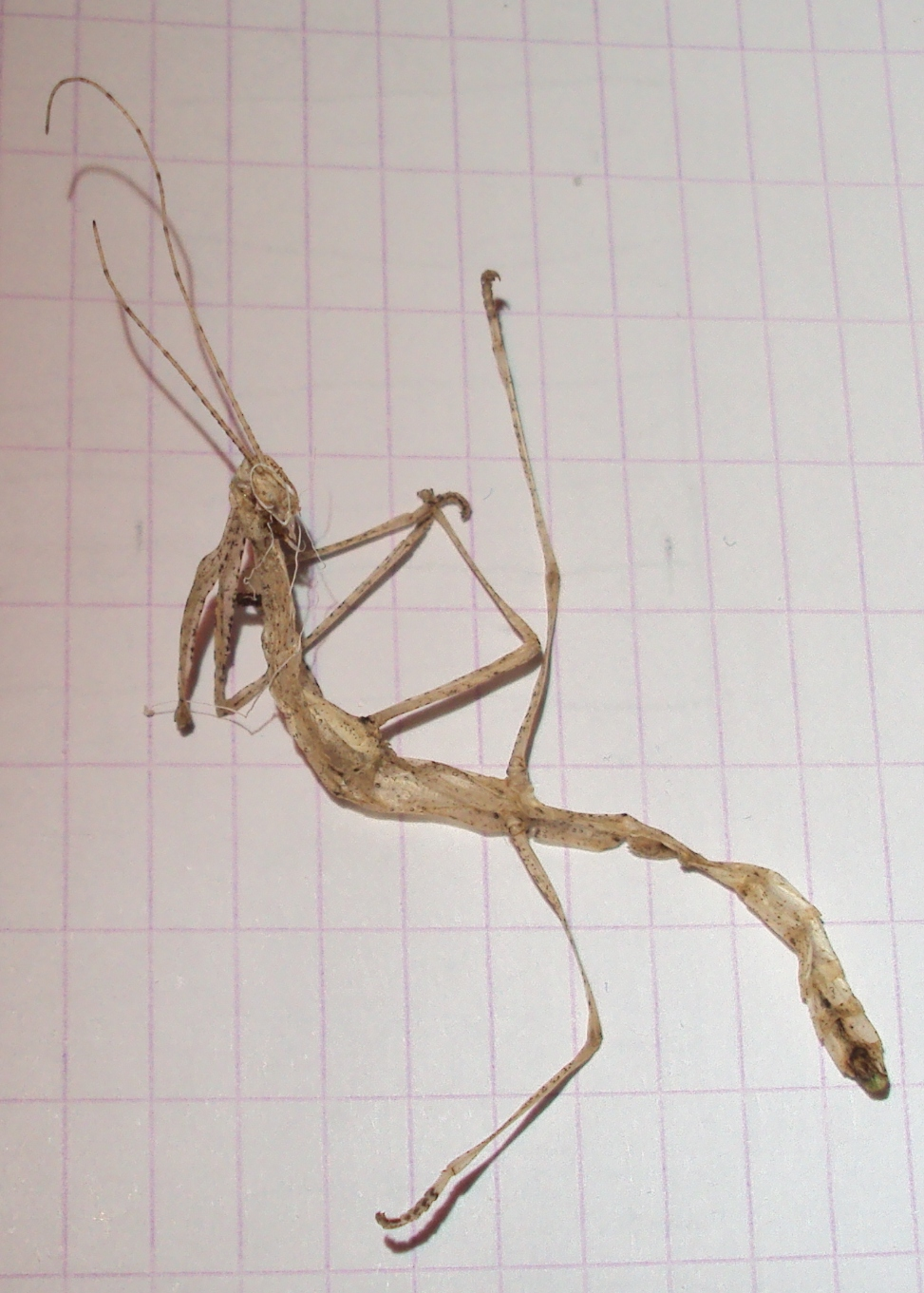
Afgeworpen vervellingshuid van de Indische wandelende tak
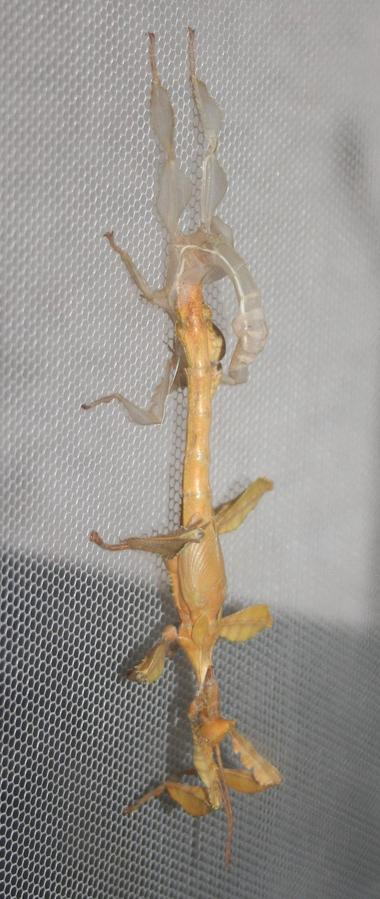
Een vrouwtjesexemplaar van de wandelende tak (Extatosoma tiaratum) kruipt uit haar oude huid